# غاري باربر
غاري باربر (بالإنجليزية: Gary Barber) هو منتج أفلام أمريكي، ولد في 1957 في جوهانسبرغ في جنوب أفريقيا.

## وصلات خارجية
- غاري باربر على موقع IMDb (الإنجليزية)
- غاري باربر على موقع ميتاكريتيك (الإنجليزية)
- غاري باربر على موقع ميوزك برينز (الإنجليزية)
- غاري باربر على موقع تيرنر كلاسيك موفيز (الإنجليزية)
- غاري باربر على موقع أول موفي (الإنجليزية)
- غاري باربر على موقع بوكس أوفيس موجو (الإنجليزية)
- غاري باربر على موقع قاعدة بيانات الأفلام السويدية (السويدية)
- غاري باربر على موقع قاعدة بيانات الفيلم (الإنجليزية)
- غاري باربر على موقع كينوبويسك (الروسية)